# Jan Korbička
Jan Korbička (* 4. května 1952 Brno) je český hudebník a regionální politik. Vystudoval střední školu dopravní stavby a Fakultu stavební VUT v Brně.
Od útlého mládí se učil hrát na akordeon a byl předurčen ke studiu na konzervatoři. Významně ovlivněn rockovou hudbou však ke studiu na konzervatoři nedošlo[zdroj⁠?!] a již v roce 1966 je zakladatelem skupiny The Madmen (dnes revival Uriah Heep a Deep Purple), kde do roku 1971 vystřídal posty kytaristy a bubeníka. Od znovuobnovení skupiny v roce 1997 zde působí jako klávesista. Od roku 2006 hraje současně na klávesy ve skupině Synkopy 61, kde vystřídal Pavla Pokorného.
Jako politik působil v brněnské městské části Bosonohy, ve volbách 2010 byl jako nestraník zvolen za ODS do zastupitelstva a stal se též radním a místostarostou této městské části.
Od roku 1990 podniká a je jednatelem firmy KORCO CZ vyrábějící interiérové dveře a zárubně.